# George Darley
George Darley (* 1795 in Dublin; † 23. November 1846 in London) war ein irischer Poet, Schriftsteller und Literaturkritiker. Er war wenig geschätzt von seinen Zeitgenossen und galt lange als schwer zu lesen. Literaten des 20. Jahrhunderts bewundern jedoch seine Traumwelten und den Symbolismus, den er in seinem unvollendeten lyrischen Epos „Nepenthe“ (1835) als stilistisches Element nutzt, um das innere Bewusstsein wachzurufen.

## Werdegang
Darley besuchte das Trinity College in Dublin und entschied sich nach dem Abschluss seiner Ausbildung für eine literarische Karriere. Er ging 1820 nach London und veröffentlichte dort 1822 sein erstes Poem, „Errors of Ecstasie“. Außerdem schrieb er unter dem Pseudonym John Lacy für das literarische London Magazine. In dieser Zeitschrift erschien auch seine beste Erzählung, „Lilian of the Vale“. Es folgten weitere Publikationen, darunter 1827 das Poem „Sylvia, or The May Queen“. Nach einiger Zeit wechselte er zum Athenaeum Magazin, wo er sich als scharfsinniger Literaturkritiker erwies.
Darley betätigte sich auch als Dramatiker, studierte alte englische Stücke und gab 1840 Werke von Francis Beaumont und John Fletcher heraus. Seine Schöpfungen waren so durchdrungen vom Geist des 17. Jahrhunderts, dass sein Poem „It is not beauty I desire“ in die erste Ausgabe des Golden Treasury von Francis Turner Palgrave als Lyrik eines unbekannten Poeten aus dieser Zeit aufgenommen wurde.
Auf literarischem Gebiet blieb Darley die Anerkennung weitgehend versagt, bemerkenswertes Talent bewies er dagegen als Mathematiker und publizierte verschiedene erfolgreiche Lehrbücher.

## Werke (Auswahl)
Belletristik
- Donald H. Reiman (Hrsg.): Errors of Ecstasie. Sylvia, or the may queen. Nepenthe. Garland, New York 1978, ISBN 0-8240-2144-4.
- Ethestan or the battle of Brunanburg. A dramatic chronicle in five actes. Chadwyck-Healey, Cambridge 1994 (Nachdruck der Ausgabe London 1841)
- Thomas à Beckett. A dramatic chronicle in 5 actes. Edwards, London 1840.

Sachbücher
- A system of popular algebra. Taylor, London 1827.
- Familiar astronomy. Taylor, London 1830.